# 富尔河
富尔河，位于中华人民共和国吉林省东部，是古洞河右岸支流，“富尔”（满文：ᡶᡠᠯᡥᠠ，转写：fulha）满语意为“杨树”，因过去河流两岸生长着茂密的杨树而得名，富尔河发源于敦化市西南部大蒲柴河镇境内富尔岭山脉的鸡爪顶子山东北，自西北向东南流经富尔岭（南）和牡丹岭（北）两山之间，穿过大蒲柴河镇，最后于安图县两江镇四岔子村以北汇入古洞河。河长123公里，流域面积1501平方公里，河道平均比降1.9‰，天然落差764米。年均径流量7.33亿立方米。富尔河上游穿行于崇山峻岭之间，水流湍急，中游河谷变宽，两岸有农田分布。大蒲柴河镇以东10公里处建有珍珠门水电站。河流水质良好，清澈见底，适于饮用。富尔河流域生态环境优良，森林资源极其丰富，流域内生长有东北红豆杉、黄檗等珍贵树种；野生动物有野猪、黑熊、狍子、林蛙等，存量较大，河中生活照细鳞鱼、鲤鱼、东北黑鳌虾等。夏季还有珍稀禽类中华秋沙鸭栖息。